# بوركيرا
بلدية بوركيرا (بالإسبانية: Porquera) هي بلدية تقع في مقاطعة أورينسي التابعة لمنطقة غاليسيا شمال غرب إسبانيا.

## الديموغرافيا
بلغ عدد سكان بلدية بوركيرا 1.043 نسمة عام 2011 (وفقاً للمعهد الوطني للإحصاء الإسباني).
| 1.229 | 1.178 | 1.168 | 1.102 | 1.136 | 1.103 | 1.043 |